# Hedin (cráter)

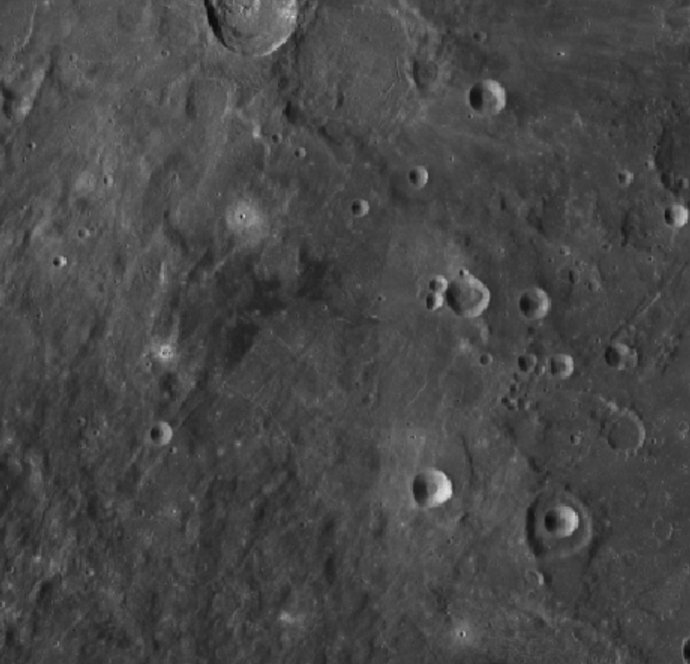
Cráter Hedin (Imagen LRO)

Hedin es un cráter de impacto lunar con la tipología comúnmente denominada como llanura amurallada. Se encuentra al sur de los cráteres Olbers y Glushko, y al noroeste del cráter Riccioli. Al este se halla otra llanura amurallada, el cráter Hevelius.
|  |

El cráter tiene un borde exterior deteriorado, desgastado y remodelado por impactos posteriores. Varios pequeños cráteres se sitúan cerca de su borde, incluyendo a Hedin F al noreste y Hedin H al sureste.
El suelo interior ha sido remodelado por el evento de impacto que creó el Mare Orientale al sureste, siendo atravesado por un par de grietas lineales que avanzan hacia el sureste. Solo una sección de la plataforma interior junto al borde noroeste aparece relativamente nivelada, con un terreno de bajo albedo producto del resurgimiento de flujos de lava.
Este cráter es denominado a veces como "Sven Hedin" en publicaciones antiguas.

## Cráteres satélite
Por convención estos elementos se identifican en los mapas lunares colocando la letra en el lado del punto medio del cráter que está más cercano a Hedin.
|       | \| Hedin \| Coordenadas \| Diámetro \| \| ----- \| --------------------------- \| -------- \| \| A \| 5°30′N 78°06′O / 5.5, -78.1 \| 60 km \| \| B \| 4°24′N 83°42′O / 4.4, -83.7 \| 20 km \| \| C \| 4°24′N 84°36′O / 4.4, -84.6 \| 10 km \| \| F \| 4°00′N 74°24′O / 4.0, -74.4 \| 19 km \| \| G \| 3°48′N 73°24′O / 3.8, -73.4 \| 14 km \| \| H \| 3°00′N 72°12′O / 3.0, -72.2 \| 11 km \| \| K \| 2°54′N 73°00′O / 2.9, -73.0 \| 11 km \| \| L \| 5°06′N 71°18′O / 5.1, -71.3 \| 10 km \| \| N \| 4°54′N 71°42′O / 4.9, -71.7 \| 24 km \| \| R \| 5°18′N 75°54′O / 5.3, -75.9 \| 7 km \| \| S \| 5°42′N 75°06′O / 5.7, -75.1 \| 8 km \| \| T \| 4°12′N 72°48′O / 4.2, -72.8 \| 7 km \| \| V \| 5°12′N 73°42′O / 5.2, -73.7 \| 9 km \| \| Z \| 1°54′N 78°54′O / 1.9, -78.9 \| 10 km \| |          |
| Hedin | Coordenadas | Diámetro |
| A     | 5°30′N 78°06′O / 5.5, -78.1 | 60 km    |
| B     | 4°24′N 83°42′O / 4.4, -83.7 | 20 km    |
| C     | 4°24′N 84°36′O / 4.4, -84.6 | 10 km    |
| F     | 4°00′N 74°24′O / 4.0, -74.4 | 19 km    |
| G     | 3°48′N 73°24′O / 3.8, -73.4 | 14 km    |
| H     | 3°00′N 72°12′O / 3.0, -72.2 | 11 km    |
| K     | 2°54′N 73°00′O / 2.9, -73.0 | 11 km    |
| L     | 5°06′N 71°18′O / 5.1, -71.3 | 10 km    |
| N     | 4°54′N 71°42′O / 4.9, -71.7 | 24 km    |
| R     | 5°18′N 75°54′O / 5.3, -75.9 | 7 km     |
| S     | 5°42′N 75°06′O / 5.7, -75.1 | 8 km     |
| T     | 4°12′N 72°48′O / 4.2, -72.8 | 7 km     |
| V     | 5°12′N 73°42′O / 5.2, -73.7 | 9 km     |
| Z     | 1°54′N 78°54′O / 1.9, -78.9 | 10 km    |